# Буллер, Редверс
Редверс Генри Буллер (англ. Redvers Buller; 7 декабря 1839, Кредитон — 2 июня 1908, там же) — британский военный деятель, генерал, более всего известный как главнокомандующий британскими войсками в Южной Африке в течение первого периода Второй англо-бурской войны (1899—1900).

## Биография
Редверс Буллер родился 7 декабря 1839 года в Кредитоне в графстве Девон. Происходил из дворянского корнуэльского рода, сын депутата Джеймса Вентворта Буллера. Получил образование в Итоне, в 1858 году поступил на военную службу. 
В 1860 году в составе 60-го полка королевских стрелков принимал участие во Второй опиумной войне в Китае. 
В 1870 году получил звание капитана и участвовал в подавлении восстания канадских метисов на Ред-Ривер, находясь под командованием полковника Уолсли. 
В 1873—1874 годах под его же началом участвовал в войне Великобритании с народом ашанти на территории современной Ганы; в битве при Ордабае получил лёгкое ранение, был награждён орденом Бани и произведён в майоры. 
В 1874 году унаследовал поместья семьи, затем служил на юге Африки, участвовал в 1878—1879 годах в Кафрских и Зулусской войнах и за проявленную в битве при Хлобане храбрость был награждён крестом Виктории.
В 1881 году участвовал в Первой англо-бурской войне, в 1882 году — в британской кампании по оккупации Египта, командуя разведывательными операциями; за свою деятельность во время этой кампании был посвящён в рыцари. 
Спустя два года командовал бригадой в составе армии Джеральда Грэма во время Суданской кампании и за свои заслуги был повышен в звании до генерал-майора; в 1884—1885 годах командовал «колонной пустыни» в Судане, одержал несколько крупных побед над махдистами. 
В 1886 году был переведён на службу в Ирландию для подавления там общественного движения и в течение некоторого времени был заместителем министра по делам Ирландии, но уже в 1887 году был назначен интендантом военного министерства. С 1890 по 1897 год занимал должность генерал-адъютанта, в 1891 году получил звание генерал-лейтенанта, в 1896 году — полного генерала.
В 1898 году был назначен командующим армии в Олдершоте. Год спустя, когда началась Вторая англо-бурская война, был выбран командующим Натальской армией и 31 октября 1899 года прибыл в Кейптаун. Войска под его командованием потерпели несколько поражений от буров, что привело к падению репутации генерала и замене его на должности верховного главнокомандующего лордом Робертсом. 28 февраля 1900 года, однако, Буллер, ставший заместителем Робертса, одержал победу над бурами при Тугеле, а позже в ещё нескольких сражениях, и вернулся в Англию в ноябре 1900 года с триумфом, хотя прежнего отношения к себе ему восстановить не удалось.
По возвращении он вновь возглавил армию в Олдершоте, в течение некоторого времени выступая с публичными лекциями о войне. В 1901 году, когда в почти захваченных бурских республиках стало разгораться партизанское движение, газеты начали обвинять его в неэффективном ведении войны в бытность командующим в Южной Африке, из-за чего сопротивление буров не удалось подавить. В октябре 1901 года Буллер публично ответил на одну из таких критических статей, что его начальство расценило как нарушение воинской дисциплины. 22 октября он был уволен в отставку с военной службы с уменьшенной в два раза пенсией.
Последние годы жизни провёл в своём имении и отказался баллотироваться на выборах в парламент 1906 года от какой-либо партии, однако в 1907 году вошёл в совет директоров ювелирной компании.
Редверс Генри Буллер умер 2 июня 1908 года в родном городе.